# Ján Lazor
Ján Lazor (* 4. září 1941) byl československý politik ze Slovenska rusínské respektive ukrajinské národnosti a bezpartijní poslanec Sněmovny národů Federálního shromáždění za normalizace.

## Biografie
K roku 1976 se profesně uvádí jako dělník. Ve volbách roku 1976 zasedl do slovenské části Sněmovny národů (volební obvod č. 130 - Bardejov, Východoslovenský kraj). Ve Federálním shromáždění setrval do konce funkčního období, tedy do voleb roku 1981.